# Championnat de Yougoslavie de football 1939-1940
Navigation
Saison précédente Saison suivante
La saison 1939-1940 du Championnat de Yougoslavie de football était la dix-septième édition du championnat de première division en Yougoslavie. Six clubs prennent part à la compétition et sont regroupés en une poule unique où ils affrontent deux fois leurs adversaires, à domicile et à l'extérieur.
C'est le club du Građanski qui remporte la compétition, en terminant en tête du classement final du championnat, avec un seul point d'avance sur le BSK Belgrade et deux sur le FK Slavija. C'est le 5e titre de champion de Yougoslavie de l'histoire du club.
À cause de la seconde Guerre mondiale et de l'envahissement de la Yougoslavie par les forces de l'Axe le 6 avril 1941, toutes les compétitions officielles sont stoppées jusqu'en 1946.

## Les clubs participants
| - Hajduk Split - SK Jugoslavija - HASK Zagreb - FK Slavija - BSK Belgrade - Građanski |

## Compétition

### Classement
Le classement est effectué en utilisant le barème classique (victoire à 2 points, match nul un point, défaite zéro point).
| Rang | Équipe         | Pts | J  | G | N | P | Bp | Bc | Diff |
| ---- | -------------- | --- | -- | - | - | - | -- | -- | ---- |
| 1    | Građanski      | 16  | 10 | 8 | 0 | 2 | 25 | 11 | +14  |
| 2    | BSK Belgrade   | 15  | 10 | 7 | 1 | 2 | 30 | 7  | +23  |
| 3    | FK Slavija     | 14  | 10 | 7 | 0 | 3 | 14 | 14 | 0    |
| 4    | SK Jugoslavija | 8   | 10 | 3 | 2 | 5 | 16 | 18 | -2   |
| 5    | Hajduk Split   | 5   | 10 | 1 | 3 | 6 | 14 | 29 | -15  |
| 6    | HAŠK Zagreb    | 2   | 10 | 1 | 0 | 9 | 12 | 32 | -20  |

|  | Qualification pour la Coupe Mitropa 1940 |
|  | (T) : Tenant du titre                    |

## Bilan de la saison
| Championnat de Yougoslavie de football 1939-1940                        |                      |
| Champion                                                                | Građanski (5e titre) |
| Qualifications continentales                                            |                      |
| Coupe Mitropa 1940                                                      | Građanski            |
| Coupe Mitropa 1940                                                      | BSK Belgrade         |
| Coupe Mitropa 1940                                                      | FK Slavija           |
| Promotions et relégations                                               |                      |
| Promus en Prva Liga                                                     | Aucun                |
| Relégués en Championnat de Yougoslavie de football de deuxième division | Aucun                |